# Alabama Drydock and Shipbuilding Company
Alabama Drydock and Shipbuilding Company (ADDSCO) — судостроительное предприятие, располагавшееся в городе Мобиле, штат Алабама, США. Являлось одним из крупнейших судостроительных производств США на протяжении 20-го века.
В мае 2010 года верфь компании была приобретена компанией BAE Systems и в настоящее время верфь является производственной площадкой BAE Systems Southeast Shipyards.

## История

### Вторая мировая война
В течение Второй мировой войны компания была крупнейшим работодателем на юге штата Алабама. К 1943-му году на верфи были заняты 18,500 человек, включая 6,000 афроамериканцев. Расовая дискриминация порождала проблемы на верфи, и несмотря на усилия менеджмента и трудового союза, небольшие беспорядки заставляли несколько раз временно приостанавливать работу верфи.
Преимущественно компания строила суда типа либерти, построив 20 единиц, и танкера типа Т2 вариант T2-SE-A1, построив 102 единицы.

### Послевоенное время
В середине 80-х годов верфь была закрыта ввиду разногласий между бизнесом и трудовыми союзами. Позднее верфь вновь была открыта и продолжает работат и сегодня. Судоремонтное подразделение компании было закрыто в 1988 году, а часть верфи была в 1989 году сдана в аренду компании Atlantic Marine, которая выкупила верфь в 1992 году.
В мае 2010 верфь была продана компании BAE Systems, которая включила её в своё подразделение BAE Systems Southeast Shipyards.

## Корабли и суда, построенные компанией
(выборочно)
- 1919 — USS Swan (AM-34) — тральщик типа Lapwing-class. Исключен из списка флота в 1946-м.
- 1919 — USS Whippoorwill (AM-35) — тральщик типа Lapwing-class. Исключен из списка флота в 1946-м.
- 1919 — USS Bittern (AM-36) — тральщик типа Lapwing-class. 10 декабря 1941 в результате пожара вызванного налетом японской авиации был сильно поврежден, затоплен командой.
- Танкеры типа Т2
  - 1943 — SS Four Lakes, в 1971 году переименован в SS V. A. Fogg, в 1942 году затонул в точке с координатами 28°35′36.6″N 94°48′44.937″W. Якорь с танкера с именами 39 погибших у Техасского городского музя, город Техас Сити, штат Техас.
  - 1943 — SS Hat Creek, продан на слом в 1983 году.
- 1973 — USS Ortolan (ASR-22) — один из двух спасателей подводных лодок типа Pigeon. Исключен из списка флота в 1995 году, сдан на слом в 2009 году.
- 1973 — USS Pigeon (ASR-21) — один из двух спасателей подводных лодок типа Pigeon. Исключен из списка флота в 1992 году, сдан на слом в 2012 году. Этот корабль выведен в романе Тома Клэнси, написанном в 1984 году, Охота за «Красным октябрём».